# Processione dei Misteri di Trapani
La processione dei Misteri è una processione religiosa che si svolge a Trapani dal Venerdì al Sabato santo, da oltre 400 anni. L'origine è spagnola e, infatti, ha analogie importanti con le celebrazioni andaluse.
La manifestazione è nota anche oltre i confini della Sicilia.
La processione, composta da 20 gruppi scultorei (Misteri), ha inizio alle 14 del Venerdì santo per concludersi, oltre ventiquattro ore dopo con una pausa notturna, il Sabato santo.
La processione che - oggigiorno - parte dalla Chiesa delle Anime del Purgatorio, percorre le principali vie cittadine. Essa rappresenta una ricostruzione della "Via Crucis".

## Storia
A Trapani, nel periodo della dominazione spagnola della Sicilia, fu la Confraternita del Preziosissimo Sangue di Cristo (oggi Confraternita di San Michele Arcangelo), che nei primi anni del XVII secolo provvide alla costruzione degli originali gruppi statuari, affidando tale incarico agli artisti trapanesi.
La data di inizio della processione non è certa, ma si conosce la data del più antico atto di concessione: il 20 aprile 1612, quando si affidò ai poveri jurnaleri (lavoratori a giornata), il gruppo dell'Ascesa al Calvario. Gli ultimi gruppi realizzati dai maestri trapanesi videro la luce nel 1772, anno in cui la processione divenne simile a quella odierna ma accompagnata da cantori, a partire dalla metà dell’800 sostituiti dalle bande musicali.
La Confraternita ideò e organizzò inoltre le " scinnute " nei Venerdì quaresimali, nella Chiesa di San Michele Arcangelo. 

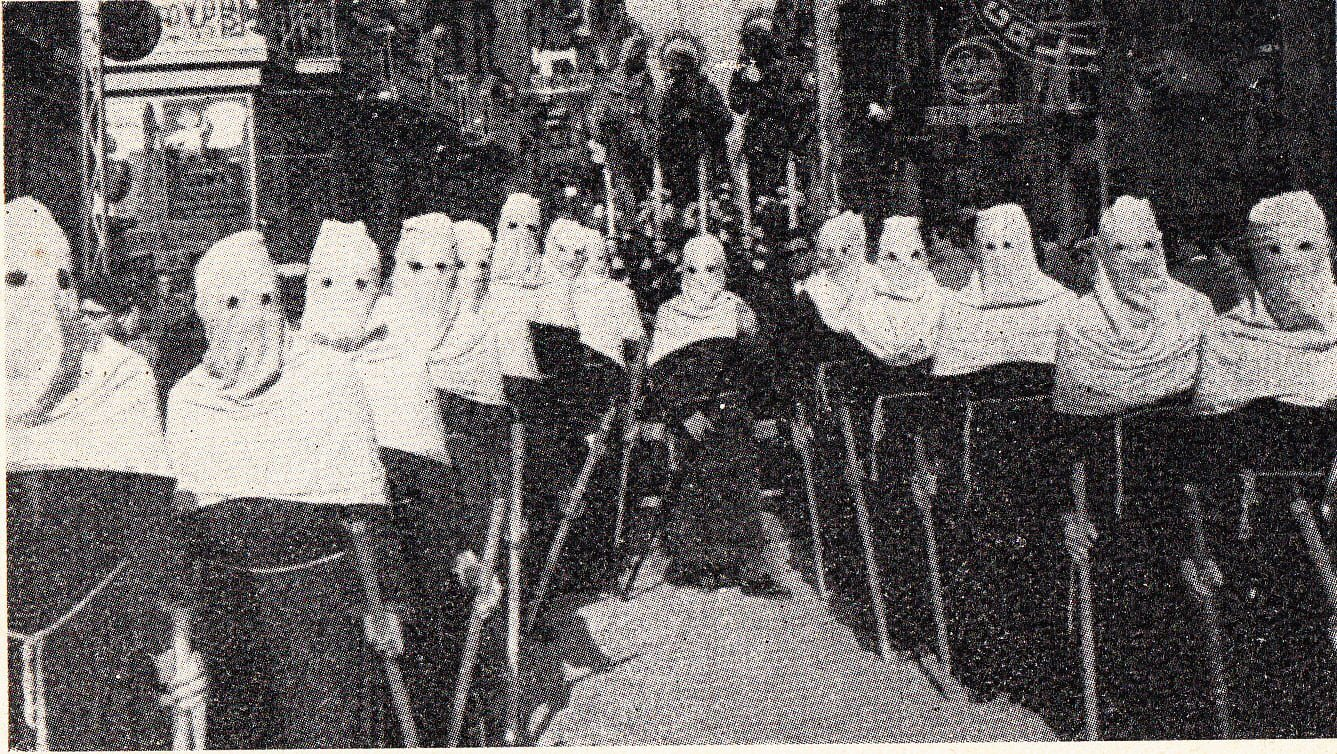
Un momento della processione nei primi del '900

I gruppi dei Misteri dal 1961 sono custoditi durante l'anno nella chiesa del Purgatorio.
Il 26 dicembre 1974 vennero rinnovate le norme dello Statuto-Regolamento con l’approvazione da parte del vescovo Ricceri (auspice l’avv. Mario Serraino, ex sindaco di Trapani)
Nel 2020 vescovo e sindaco di Trapani hanno deciso l'annullamento della processione a causa della pandemia del Covid-19, evento che non accadeva dalla seconda guerra mondiale.
Terminato lo stato di emergenza covid il 31 marzo 2022, e dopo l'esito positivo al ritorno delle Processioni in Sicilia, della Conferenza Episcopale Siciliana, hanno permesso il regolare svolgimento della Processione dal venerdi 15 al sabato 16 aprile 2022.

## La Confraternita
Dal 1539 al 1582 la Confraternita di San Michele ebbe sede nell'edificio annesso alla chiesa di San Michele, sino a quando non dovette cedere, su decisione del Senato cittadino, tale edificio ai padri Gesuiti che erano giunti a Trapani nel 1561.
La Confraternita del Sangue Preziosissimo di Cristo aveva introdotto l’usanza di rievocare le scene della Passione di Gesù.
L’unione con la Confraternita di San Michele Arcangelo avvenne nell’anno 1646. 
La fusione (“Societatis Pretiosissimi San/guinis Christi ac Misteriorum eiusdem ac etiam/Sancti Michaelis Archangeli in una reducte...") comportava l’adozione di un nuovo vestimento nelle cerimonie ufficiali: un sacco di tela di colore rosso con mantello e visiera bianca (1649).
Dopo la fusione i due Sodalizi assunsero la denominazione ufficiale di: "Venerabilis et devota Societas Pretiosissimi Sanguinis Christi et Sancti Michaelis Archangeli".

## IMisteri

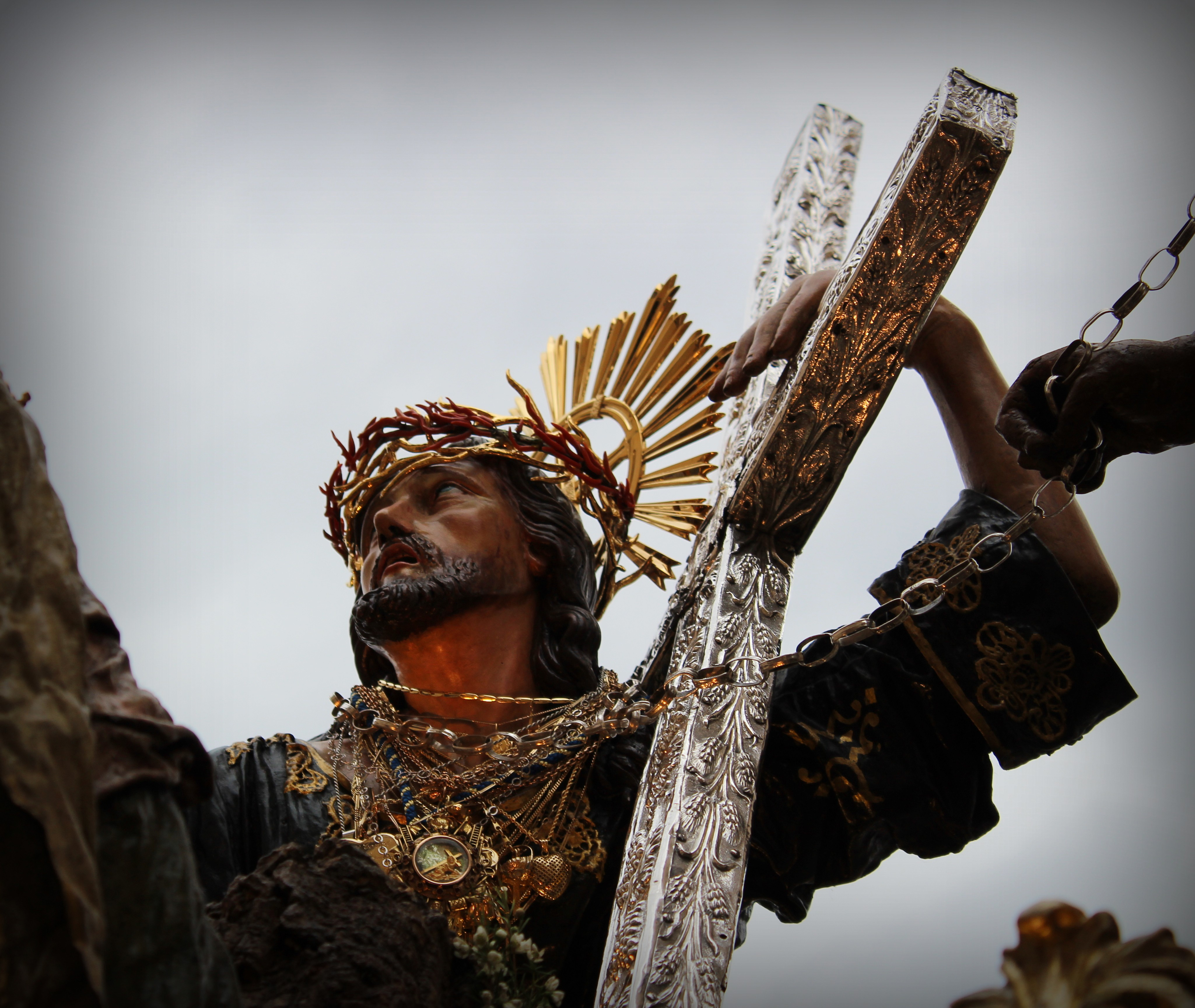
'U signori câ cruci 'n coddu, particolare del gruppo sacro dell'Ascesa al Calvario

I Misteri sono la rappresentazione artistica della morte e passione di Cristo; in totale sono 20 gruppi sacri, di cui due simulacri di Gesù Morto nel sepolcro e di Maria Addolorata. Tra gli artisti trapanesi che si cimentarono con queste rappresentazioni si ricordano Mario Ciotta, Baldassare Pisciotta, Antonio, Francesco e Domenico Nolfo, Giuseppe Milanti e Giacomo Tartaglia.
Furono concessi in affidamento, tramite atti notarili, dalla "Confraternita di San Michele Arcangelo" (che istituì il rito) alle maestranze locali, con l'impegno di curarne l'allestimento, la vigilanza e l'uscita in processione il Venerdì Santo.
Diverse sono le usanze proprie della processione.
Anzitutto i gruppi vengono ancora trasportati a spalla dai Massari con un movimento del tutto caratteristico, se non unico della processione dei misteri trapanesi: l'annacata (siciliano, litt. cullare da naca, culla). La vara, quindi, così si chiama l'insieme della struttura che comprende anche il gruppo scultoreo, viene fatta oscillare dai portatori a destra e a sinistra mentre il gruppo procede in avanti lentamente (tre passi avanti, due indietro). Questo movimento viene tuttora utilizzato dai portatori per alleggerire il peso della fatica e per seguire il ritmo scandito dalle note delle marce funebri, quasi a voler far assumere al gruppo sembianze di movimento. Al momento del rientro della processione in chiesa l'annacata di ogni gruppo assume un particolare significato: prima che ogni gruppo varchi definitivamente il portone della chiesa, le annacate si enfatizzano e si allungano, il tutto quasi a rendere più straziante e patetico il rientro della processione.
Altro elemento che caratterizza la processione dei Misteri trapanesi è la ciaccula, un vero e proprio strumento musicale a percussione che detta e svanisce i tempi della processione. È uno strumento molto simile alla castañuela delle processioni spagnole ed entrambi questi strumenti vengono considerati affini alle famose nacchere, a sottolineare l'influenza della dominazione spagnola per la nascita dei Misteri trapanesi. Utilizzare la ciaccola è prerogativa del "caporale", il capo dei massari ossia i portatori a spalla, o di un altro esponente di spicco del ceto. Il “caporale" percuotendo la ciaccola impartisce i comandi attraverso i quali il gruppo viene sollevato o abbassato. Per la cosiddetta aisata (siciliano, litt. alzata) viene battuto un primo colpo di ciaccula per segnalare ai massari di posizionarsi sotto le aste e un secondo colpo invece per dare il via al movimento del gruppo.
Altra tradizione è, poi, quella dell'attunniata o vutata (siciliano, litt. girata), ossia il movimento che i massari compiono col gruppo girandolo nella direzione di una persona nota, possessore di un'attività commerciale legata ai ceti che curano il gruppo durante il tragitto della processione. La vara, quindi, durante la processione viene girata verso il prescelto o la prescelta quasi come un saluto o un ringraziamento per una qualche offerta ricevuta, la picaccia.

## Maestranze
I sacri gruppi statuari dei Misteri sono custoditi e conservati dentro la Chiesa delle Anime del Purgatorio e le Maestranze ne curano la processione che si svolge il Venerdì santo lungo le strade cittadine. 
Le Maestranze (termine etimologico "moltitudine di mastri" ovvero "Maestri d'arti manuali") fecero parte della processione fin dalle origini, da quando la Confraternita di San Michele Arcangelo affidò alle singole categorie con degli atti di concessione la cura dei Gruppi Sacri in occasione del Venerdì santo di Trapani.
Le Maestranze avevano l'obbligo di partecipare alla processione sotto la diretta partecipazione o supervisione del Senato, grazie al quale, come afferma Burgio, la processione raggiunse "tale stato di bellezza e di convenienza che già si rende l'ammirazione degli esteri e il compiacimento dei paesani". 
La competente Confraternita invitava il Senato ad emanare il Bando di partecipazione a carico delle maestranze inadempienti [v. sotto]. 

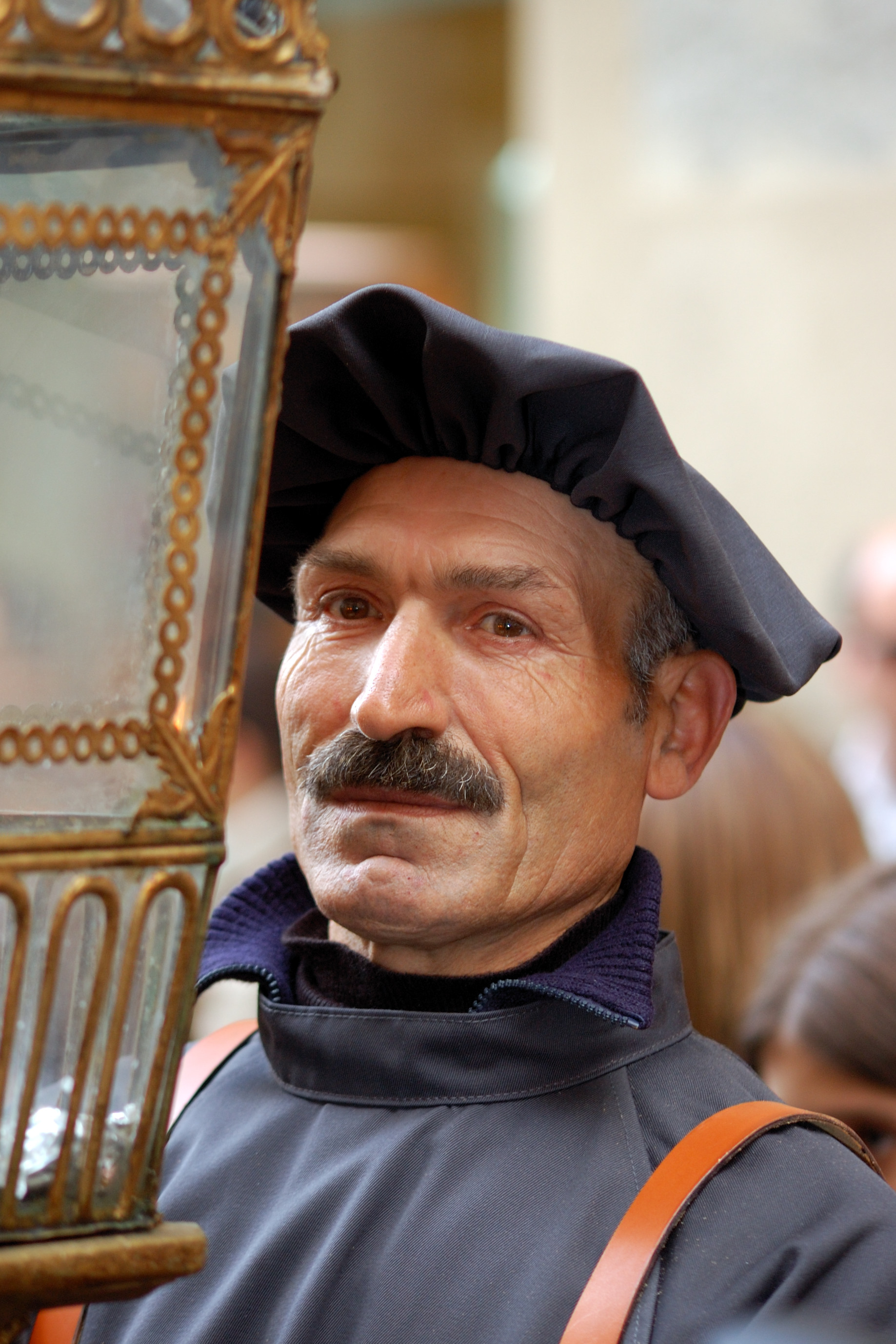
Uno dei "Massari", che ancora oggi portano in strada la processione

Attorno all'Ottocento, non furono più direttamente le maestranze a portare in spalla il Gruppo secondo la tradizione, ma affidarono questo oneroso compito ai Massari.
A ciascuna di esse si concesse «in uso» un "mistere" mediante la stipula di atti notarili rogati fra il 1612 e il 1782, nel cui contenuto emergeva il diritto-dovere di condurre il proprio gruppo in processione, di abbellirlo a proprio "piacimento", di intervenire loro stesse alla suddetta, ecc. Tali condizioni erano veramente importanti come dimostra il bando promulgato dal Senato di Trapani il 10 aprile 1727 riportato integralmente (il primo bando del senato trapanese risale al 1696):

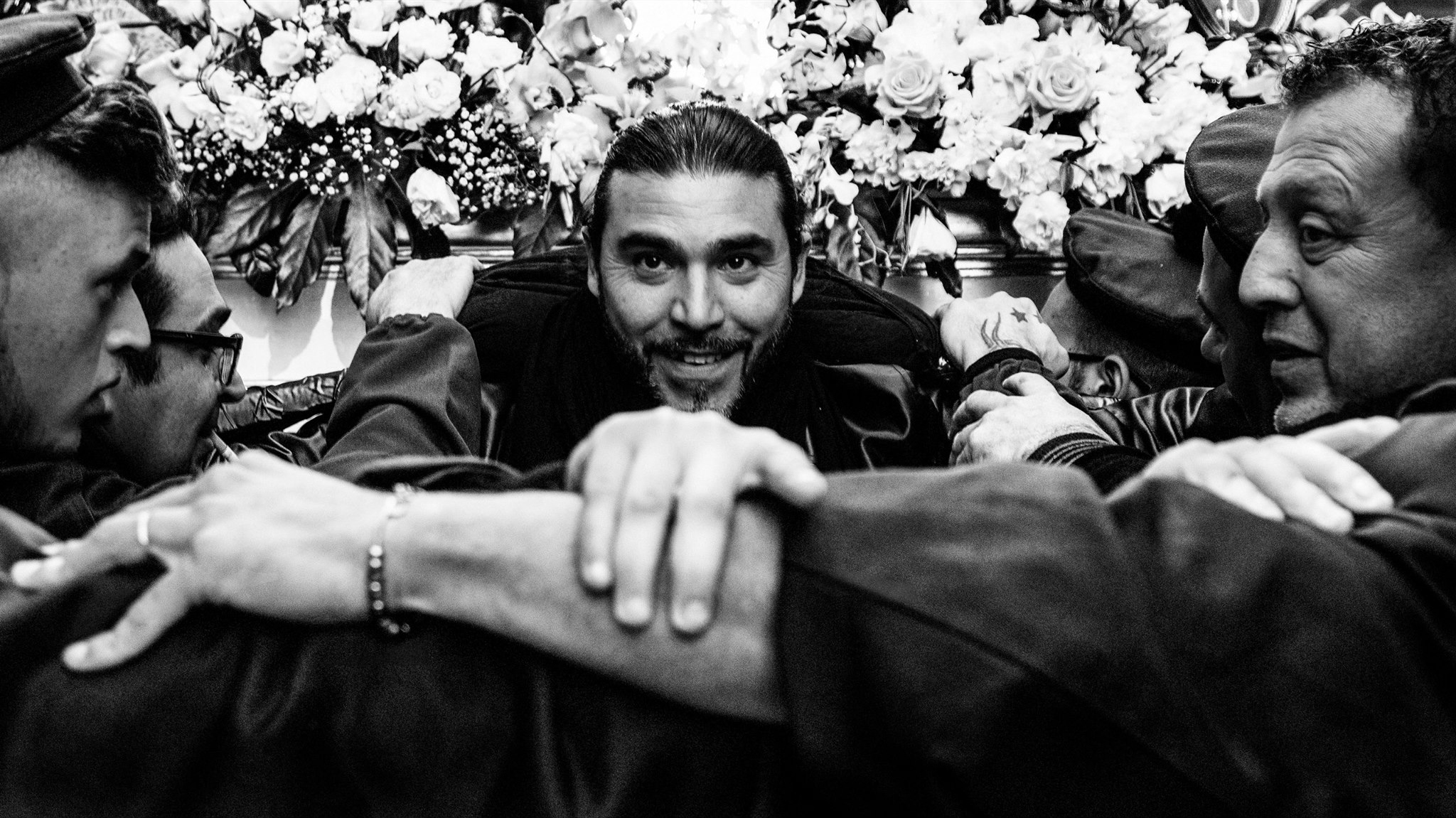
Portatori o Massari

Le Maestranze (cioè le Corporazioni di arti e mestieri) sono state abolite dai Borboni nel 1821 dopo le insurrezioni in Sicilia del 1820-21.
Con la scomparsa delle Corporazioni artigiane i ceti succedettero alla cura. Nel 1974 è nata l'Unione Maestranze che raggruppa 22 tra ceti, categorie e mestieri, che curano le processioni della settimana santa a Trapani.

## Descrizione dei Gruppi statuari
Le 20 vare dei Gruppi statuari dei misteri sono suddivise in 18 gruppi e due simulacri (il Sepolcro con il Cristo morto e l'Addolorata), che rappresentano le varie stazioni della Via crucis.

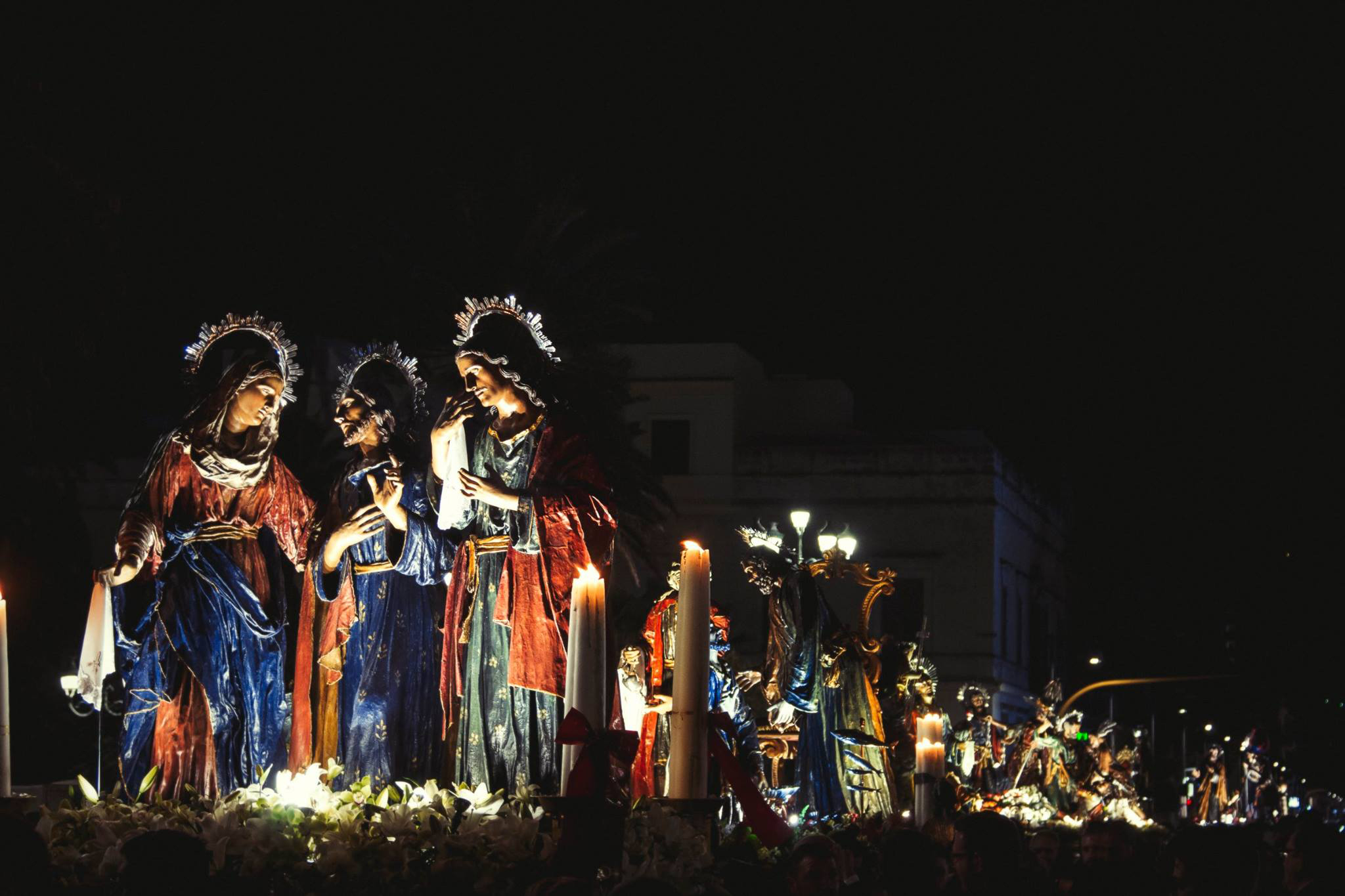
La processione durante la notte. In primo piano la prima vara, "'A Spartenza".

1. La processione durante la notte. In primo piano la prima vara, "'A Spartenza".La Separazione ('A Spartenza) : La Separazione è il gruppo che apre la processione del venerdì Santo trapanese, affidato al ceto degli orefici. L’opera scultorea, attribuita a Mario Ciotta, artista trapanese, raffigura un momento non citato nei Vangeli ma pur sempre carico di rappresentazione attraverso il silenzio dei protagonisti e l’intensità espressiva dei volti. L'autore volle raffigurare l'attimo immaginario in cui Gesù, consapevole del suo tragico destino, si separa dalla Madre e dall'apostolo Giovanni. Si può notare la differenza delle dimensioni di Gesù leggermente più basso rispetto alle altre figure, come se l’autore volesse mettere in risalto l’enorme dolore della madre e dell’apostolo. I personaggi che simmetricamente fanno “ala” a Gesù, sono quelli che hanno avuto un ruolo importante nella sua vita: Maria la madre, Giovanni l’apostolo prediletto, presente nei momenti più significativi, l’unico dei discepoli a rimanere presso la croce fino alla morte di Gesù e al quale questi affidò la madre prima di morire. Maria è raffigurata secondo i canoni iconografici tradizionali: con la veste rossa, che sta ad indicare la sua umanità, e il manto azzurro, simbolo della divinità della quale si è ricoperta, divenendo la madre di Cristo. Questi, figlio di Dio e per tanto di natura divina, simboleggiata dalla veste azzurra, al contrario si è fatto uomo e quindi ricoperto di un manto rosso. Si ritiene che questo gruppo della ”Licentia” non sia l’originale affidato dalla Società del Preziosissimo Sangue agli argentieri e che soltanto dopo la fusione della Compagnia con la Confraternita di San Michele la maestranza poté eseguire il rifacimento dell'opera scultorea. Infatti, sembra che rispetto all’originale sia stata aggiunta la figura di Giovanni, secondo quanto viene riportato nell’atto di affidamento: “.. ut diticitur della Licenza che domanda Cristo a Maria Vergine”, dove non viene assolutamente menzionato l’apostolo. Il gruppo scultoreo che oggi ammiriamo in processione è attribuito a Mario Ciotta, artista trapanese che visse tra la fine del XVII secolo e la prima metà XVIII. Esso viene conosciuto a Trapani come ”A’ Spartenza“, a cura del ceto degli Orefici. L’atto di concessione alla categoria degli argentieri (ars aurificum) risale al 6 aprile 1621 rogato dal notaio Diego Martini Ximenes, con la sola e unica condizione che nessun altro gruppo avrebbe mai potuto precederlo in processione. Circa cent’anni prima la stessa categoria occupava il diciassettesimo posto nella processione del Cero o del Cereo. Non vi è di questo episodio alcun esplicito riferimento negli scritti canonici. Tuttavia, i numerosi scritti apocrifi ci permettono di formulare svariate ipotesi, tra le quali prevale quella che vuole che Gesù abbia preso congedo da Maria e da Giovanni . Vista l’evoluzione sociale e la quasi scomparsa degli Orafi e degli Argentieri, attualmente si sono aggiunti alla categoria i Gioiellieri, gli Orologiai e gli esercenti di attività commerciali di articoli da regalo con licenza di preziosi. Fino ad alcuni anni fa il gruppo Sacro della Separazione o Licenza veniva preceduto dalla Processione della Confraternita di San Michele Arcangelo; oggi questo Gruppo Sacro ha invece una Processione propria e viene preceduto soltanto dai tamburi e stendardi dell'Unione Maestranze.
2. La Lavanda dei piedi: Il gruppo della “Lavanda”, venne affidato ai pescatori che già ne usufruivano in base ad antiche consuetudini. Per quanto riguarda la componente artistica del mistero, sempre lo stesso Mario Ciotta eseguì con mirabile arte l'episodio citato nei Vangeli e situato dopo l’ultima cena, quando Gesù con umiltà si appresta al rito della lavanda dei piedi. In questo gruppo, vediamo Gesù in ginocchio davanti a Pietro, il quale cerca di sollevare il maestro, mentre un servo versa l’acqua in una bacinella. Il gruppo esprime una profonda serenità nei volti dei personaggi; infatti, questo "mistere" può senz'altro considerato tra i più espressivi. La figura di Gesù è piena di una sensibile dolcezza nell'umile e fraterno gesto di inginocchiarsi ai piedi del discepolo. Pietro esprime l'imbarazzo di tale situazione, quasi indeciso sul da farsi, mentre il servo che alle loro spalle versa l'acqua nella bacinella sembra quasi interessato ad ascoltare il colloquio tra i due. L’opera scultorea venne gravemente danneggiata dalle bombe della seconda guerra mondiale e subì un restauro nel 1946.
3. Gesù nell'orto di Getsemani: L'episodio rappresentato è affidato al ceto degli ortolani e prende spunto dalla narrazione evangelica di Luca. La scena si svolge a Gerusalemme, nell'orto di Getsemani, nei pressi del torrente Cedron, alle falde del Monte degli Ulivi, dove Gesù, dopo la cena del giovedì, era andato a pregare portando con sé gli apostoli Pietro, Giovanni e Giacomo, i quali vinti dal sonno e dalla stanchezza si addormentarono. È questo per Gesù un momento di grande turbamento che rivela le sue due nature: quella umana e quella divina. Staccatosi dal gruppo, prega Dio di allontanare il calice della passione, ma subito dopo accetta la volontà del Padre. Al termine della preghiera, dal cielo scende un angelo per confortarlo e gli offre il calice simbolo della passione e la croce simbolo della morte. I personaggi sono rappresentati da Baldassare Pisciotta in modo molto naturalistico, con una sensibilità che emerge soprattutto nella figura di Cristo, dove l’artista raggiunge accenti molto alti di espressività. Il viso di questi mostra un profondo turbamento, quasi estatico, rafforzato dalla posa delle braccia e dal gesto delle mani che indicano preghiera ma anche rassegnazione. L'apostolo Pietro è raffigurato mentre sorregge una sciabola che prefigura il gesto impulsivo che l’apostolo farà a breve di ferire il soldato Malco, durante l’arresto di Gesù nello stesso orto.
4. L'arresto: Il gruppo, coglie l’attimo in cui tradito da Giuda, Gesù viene incatenato ed arrestato dalle guardie giudaiche inviate dal Sinedrio. La scena è una delle più animate per l’atto di Pietro che ferisce Malco. L’apostolo, preso dall'ira nel vedere arrestare Gesù, nel tentativo di difenderlo, sguaina la spada che aveva con sé e colpisce Malco, servo del pontefice, staccandogli l’orecchio destro, che Cristo, secondo i Vangeli, rimetterà a posto. Il gruppo originario, in gran parte distrutto per una caduta dei portatori, venne ricostruito. L’artista riutilizzò le teste di Gesù, di Pietro, del giudeo e del soldato, mentre rifece completamente la figura di Malco e parte degli ornamenti in argento. La “vara” su cui poggia il gruppo è stata ricostruita in stile neoclassico da Antonio Aula e anche la posizione delle aste è stata modificata, in modo tale da consentire oggi una visione frontale. Sino alla metà del secolo scorso il gruppo dell'Arresto era affidato al ceto dei fabbroferrai; oggi è la categoria dei metallurgici ad occuparsi del "mistere", con costante impegno e cura.
5. Caduta al torrente Cedron: Rappresenta Gesù che, dopo l’arresto nell'orto di Getsemani, mentre viene condotto dinanzi al Sinedrio, cade sul torrente Cedron. Sotto lo sguardo di un ufficiale, due guardie cercano di trascinarlo eseguendo gli ordini del capo. Il volto di Cristo sembra voler esprimere un’infinita rassegnazione: l'artista seppe creare in questa raffigurazione un'opera dall'evidente gusto barocco, frutto di una spiccata sensibilità. Assegnato in epoche antiche ai naviganti mercantili, Il gruppo è ricco di preziosi ornamenti argentei ed è ancora quello originale: persino la “vara” non ha mai subito modifiche. Negli anni passati, si procedette soltanto alla modifica della dislocazione delle aste, per permettere una visione frontale dell'opera. La processione del ceto dei naviganti non si avvale di particolari costumi. A sfilare il Venerdì Santo sono due file di giovani, generalmente studenti dell'Istituto Nautico di Trapani, che indossano la divisa della marina mercantile e sorreggono con una mano una candela e con l'altra una lunga cima.
6. Gesù dinanzi ad Hanna: Questa scena si svolge nel Sinedrio di Gerusalemme: Gesù si trova dinnanzi ad Hanna, suocero di Caifa, che sta per essere sottoposto a degli interrogatori. Il gruppo, inizialmente, venne affidato ai "conciaroti" e successivamente curato dal ceto dei fruttivendoli (frutta e fiori). Da un lato Gesù e i due uomini in armi, dall’altro Hanna, quasi a significare, attraverso lo spazio vuoto che li divide, il contrasto tra la stretta osservanza giudaica e il Messia. Hanna, elegantemente vestito, impreziosito durante la processione da ornamenti argentei è nella posa di chi interroga con severità. Il gesto della mano destra, rivolto verso il basso, indica l’invito a parlare con toni pacati. Gesù immobile, con le mani legate dietro la schiena, lo ascolta in silenzio e lo fissa negli occhi. Un giudeo, con tratti somatici fortemente marcati a dimostrazione dell’indole maligna, trattiene Gesù in catene e si appresta a schiaffeggiarlo.
7. La Negazione: L'episodio raffigurato è tratto dai Vangeli ed è stato fedelmente riprodotto. Protagonista è Pietro, che nel cortile del Sinedrio di Gerusalemme viene riconosciuto come compagno di Gesù, prima da una serva e poi da due uomini, rinnegando il Messia per tre volte. Accanto alla donna, vi è un gallo che rappresenta la negazione ed un soldato che trascina Gesù incatenato. Particolarmente suggestivi, sono i volti del Cristo e dell'apostolo: Gesù perdona Pietro per averlo rinnegato e lo sguardo del Nazareno è colmo di dolore e perdono, così come provato e sofferente è Pietro, da cui si nota la mano destra poggiata sul petto in segno di pentimento, scorgendo delle lacrime. Affidato in principio al ceto dei barbieri, nel Novecento vi si associarono i parrucchieri.
8. Gesù dinanzi ad Erode Antipa: L’opera scultorea, rappresenta Gesù che viene condotto dinanzi a Erode Antipa per essere interrogato. Egli è stante alla presenza di uno scriba che tiene una tavoletta in mano, di un soldato e di un giudeo che pone il mantello bianco sulle sue spalle per deriderlo. Da un lato spicca l’effimera regalità di Erode, evidenziata dal trono su cui è seduto; dall'altro emerge la regalità divina di Gesù, evidenziata solo dall'aureola. Il gesto dell’indice elevato da Erode indica la volontà di conoscenza da parte sua che si considera il solo sovrano. La fermezza con cui gli scribi accusavano Gesù è espressa sul volto maligno di uno di essi. La gestione del gruppo fu affidata ai Molitori, poi ai Sensali e Crivellatori di cereali; nel 1945 ai dipendenti comunali (provvisoriamente), poi ai pescivendoli.
9. La Flagellazione: La scena si svolge a Gerusalemme: Gesù legato ad una colonna, viene flagellato da un soldato in armatura, tramite un fascio di rovi e frustato da uno sgherro. L'artista curò particolarmente il volto del Cristo, la cui sofferenza nel momento in cui viene flagellato da un soldato e da un giudeo, è efficacemente espressa. Pregevoli sono gli ornamenti del gruppo, tra essi ricordiamo l'aureola d'oro del Cristo e la spina d'oro che si avvolge alla preziosa colonna argentea. L’opera fu affidata alla categoria dei muratori e scalpellini.
10. L'incoronazione di spine: Vengono rappresentati i soldati di Pilato i quali, dopo averlo spogliato, gli misero addosso un manto rosso e sul capo una corona di spine, deridendolo. Nel gruppo sono rappresentati: Gesù seduto, un soldato in armatura che gli pone sul capo la corona di spine, un soldato che dà ordini e sorveglia, un giudeo che per scherno, inginocchiato davanti al Messia, lo deride. L’artista riuscì a mostrare l’aspetto tragico della coronazione di spine e il comportamento degli altri tre marcando sui volti i sentimenti: dolore e rassegnazione in Gesù; indifferenza e crudele ironia, nel volto arcigno e affilato del tribuno e in quello del soldato; derisione e malignità nel volto del giudeo, dal caratteristico copricapo a turbante. L’opera fu affidata ai fornai e mugnai.
11. Ecce Homo! : La scena riprodotta raffigura il momento in cui Ponzio Pilato, accompagnato da un soldato, presenta al popolo d'Israele il corpo sofferente di Gesù. Il gruppo è formato da tre personaggi: Pilato con il caratteristico turbante e con ampio mantello, Gesù con il corpo nudo e il mantello rosso sulle spalle e un soldato corazzato. L’elemento che caratterizza questo “mistere” è la balaustra (ringhiera) d’argento che allude al balcone, simbolo della presentazione di Gesù al popolo di Gerusalemme. Mirabile è l'espressività dei personaggi riprodotta dall'autore: Gesù è rappresentato con le mani legate tramite la corda tenuta dal soldato, con il volto dall'espressione dolorante, bagnato dal sangue delle ferite provocate dalla corona. Il volto sofferto del Nazareno è riprodotto nell'attimo in cui, segnato dal dolore delle torture, si appresta a compiere le sue ultime ore. L’opera fu affidata ai calzolai e ciabattini.
12. La Sentenza: Pilato, cede alla volontà del popolo e prima di pronunziare la sentenza, essendo convinto dell’innocenza di Gesù, prese dell’acqua e si lavò le mani dinanzi al popolo evitando di macchiarsi le mani di sangue innocente. Il gruppo vede dominare l'imponente figura di Pilato, raffigurato in abito orientale con un viso austero. Cristo in primo piano è raffigurato ancora con le mani legate, la corona di spine e il rosso mantello nell'afflitta posa della vittima sacrificale, con il corpo anatomicamente ben curato. Quello che rafforza il significato della scena è il bacile, tenuto in mano da un servo, che allude il simbolico gesto di Pilato di lavarsi le mani. Il "mistere" fu affidato ai macellai.
13. L'Ascesa al Calvario: L’ascesa al Calvario è l’episodio che la tradizione popolare chiama U' Signuri ca Cruci 'ncoddu, cioè Gesù che porta la croce sul collo. Insieme all'Addolorata è quello che suscita più commozione tra quanti assistono alla sacra rappresentazione trapanese. Il gruppo è composto da cinque personaggi. In maniera toccante è descritta la figura del Cristo, steso a terra. Attorno alla sua figura vi sono altri personaggi: due soldati romani, uno dall'atteggiamento severo e l’altro che frusta e colpisce Gesù, Simone Cireneo che cerca di sostenere la parte bassa della croce per dargli sollievo, la Veronica che porge il fazzoletto asciugando il sudore, le lacrime e il sangue dal volto del Cristo che vi rimarrà impresso. È il "mistere" più venerato dai Trapanesi ed uno dei più grandi e ricchi di ornamenti in argento, gioielli ed ex-voto.

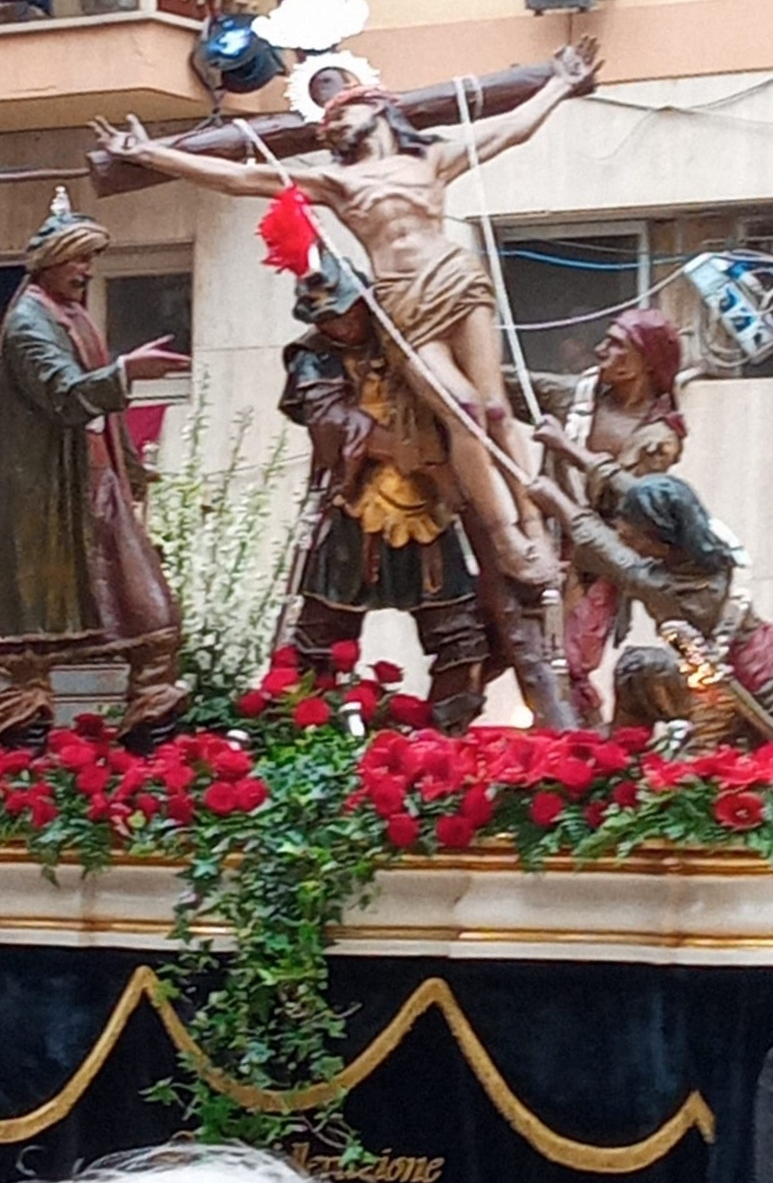
La sollevazione della Croce

14. La Spogliazione: L’episodio allude alla spogliazione di Gesù sul monte Calvario fuori dalle mura di Gerusalemme, cui fu sottoposto prima della crocifissione. Da notare che Gesù, indossa i suoi abiti e non più il mantello rosso. La scena della "Denodazione" è composta da quattro personaggi: la figura sofferente del Cristo posta al centro, due soldati e un giudeo al quale, nel momento in cui sta per compiere l’atto di strappare la veste di dosso, gli cadono per miracolo le vesti lasciandolo con il corpo seminudo. Particolare è il grosso neo posto sul naso del soldato che alle spalle del Nazareno si accinge a spogliarlo. Il gruppo poggia sulla “vara” originale in stile barocco. Nel 1990 il gruppo è stato arricchito da una moderna croce d’argento posta alle spalle dei personaggi. Affidato al Ceto dei Bottai, adesso ne curano l'uscita i tessili e abbigliamento.La sollevazione della Croce
15. La sollevazione della Croce: Sul monte Calvario, Gesù venne crocifisso al comando di un soldato. La croce, venne posta in posizione verticale con l’aiuto di corde da due servi e da un centurione sotto il comando di un tribuno. La sollevazione, rappresenta il momento in cui la croce viene eretta, fase dolorosissima per Gesù in quanto il corpo è inchiodato sia nelle mani che nei piedi. Il volto del Nazareno, appoggiato al braccio destro, porta i segni di violenza simboleggiata della corona di spine. Il gruppo venne affidato ai falegnami. L'opera originaria, di autore ignoto, aveva subito parecchi ritocchi da restauratori poco competenti, mostrando, evidenti difetti nelle rappresentazioni dei personaggi. Il gruppo, venne completamente distrutto dai bombardamenti che colpirono la chiesa di San Michele nel 1943; il compito della ricostruzione venne affidato al Prof. Domenico Li Muli, in cui l'artista volle creare un'opera personalizzata, ispirandosi a noti esempi classici. Nell'edizione del 1951, il nuovo gruppo poté ritornare in processione, con alcune diversità rispetto all'opera andata distrutta. Li Muli, infatti, aggiunse un soldato romano e tolse la figura del tribuno e di un servo. La nuova “Sollevazione” seppur valida dal punto di vista artistico, non piacque però ai trapanesi per la presunta poca omogeneità con i restanti gruppi. Tra le critiche mosse, si sottolineò l’assenza del tribuno che impartiva l’ordine della sollevazione e quella del giudeo che tirando le corse issava la croce. Fu pertanto necessario rifare il “mistere” e finalmente, in occasione della processione del 1956, Li Muli poté presentare la nuova opera con la ricomparsa della figura del tribuno, di un soldato romano e di due servi, uno dei quali tirando le corde alza la croce. La nuova “Sollevazione” fu accettata dai trapanesi e poté far parte definitivamente della Sacra rappresentazione del venerdì santo trapanese.Gruppo della "Ferita al Costato" alle prime ore dell'alba del sabato santo nella zona del porto peschereccio di Trapani.

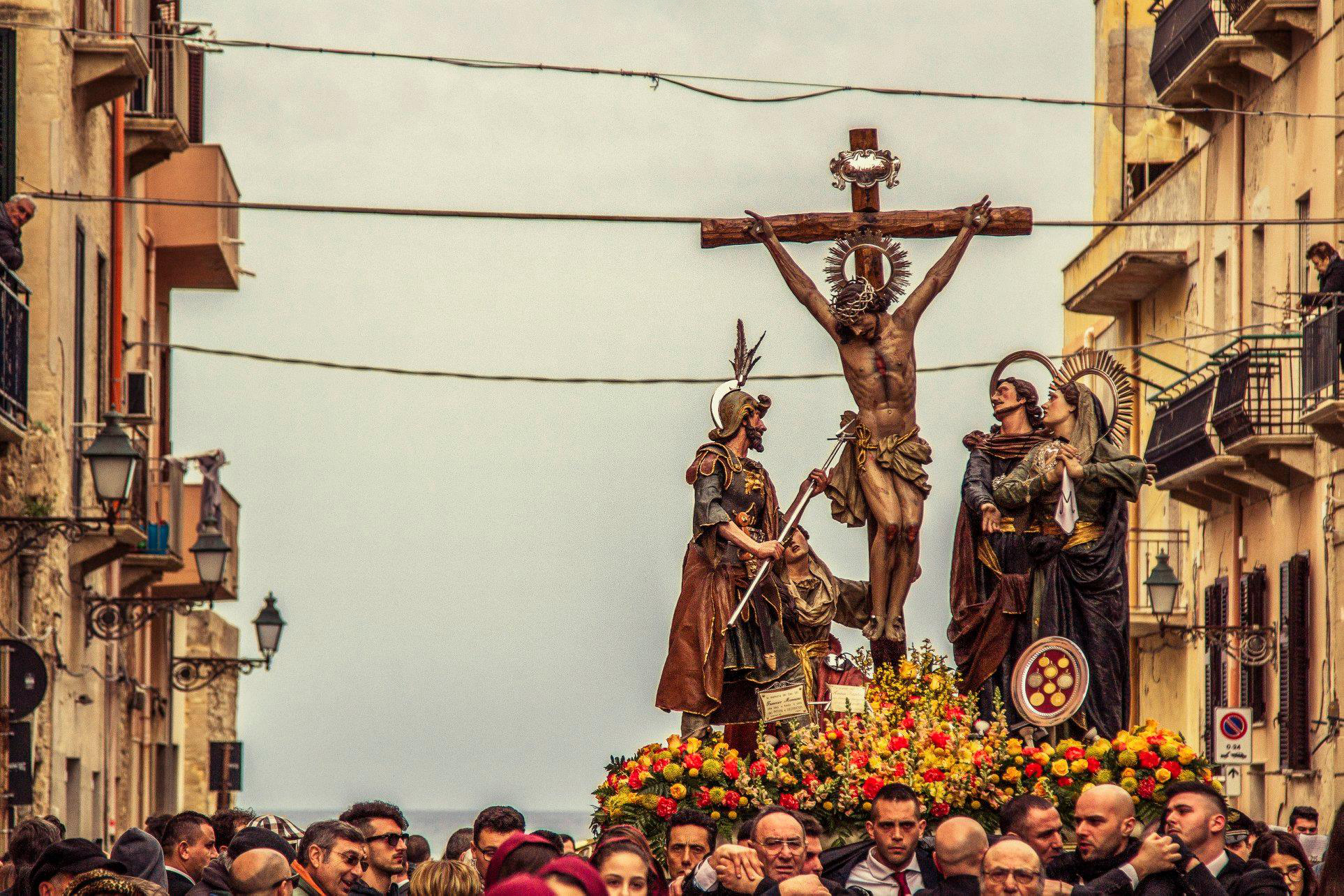
Gruppo della "Ferita al Costato" alle prime ore dell'alba del sabato santo nella zona del porto peschereccio di Trapani.

16. Ferita al costato - La Crocifissione: Rappresenta Gesù in croce con il capo reclinato nell'abbandono della morte, mentre un soldato lo trafigge al costato con la lancia. Ai piedi della croce, si trovano Maria con le mani congiunte in un atteggiamento di indicibile dolore, Giovanni e Maria Maddalena, inginocchiata ai piedi della Croce. Fu affidato ai cordari, funai e canapai; nel 1966 si aggregarono i pittori e decoratori.
17. La Deposizione: La scena rappresentata, non è tratta da alcun testo sacro. Si tratta di una scena “intermedia” dato che i racconti evangelici ci raccontano che fu Giuseppe di Arimatea ad occuparsi della deposizione del Cristo. In questo gruppo, l'autore si ispirò alla propria immaginazione, creando Gesù deposto dalla croce, sorretto dall'apostolo Giovanni, mentre Maria e Maddalena esprimono tutto il loro dolore, evidenziando la scena delle lacrime di Maria che alza gli occhi al cielo e quelle di Maria Maddalena in segno di devozione e di umiltà rivolge lo sguardo a sinistra per non guardare il corpo di Gesù pur toccandogli la mano. Giovanni, il giovane discepolo prediletto è l’unico a non abbandonare Gesù rimanendogli vicino fino alla morte. Alle spalle delle statue è posta la croce alla quale sono addossate due scale a pioli, segno dell’avvenuta deposizione e simbolo della passione. Il bianco lenzuolo allude al sacro “lino” identificato con la “Sacra Sindone” conservata a Torino. Una particolare attenzione va alle aureole di Cristo che dal momento successivo alla morte sostituiranno la corona di spine. Gli ornamenti in argento sono ancora originali. Il “mistere” è affidato alla categoria dei sarti e tappezzieri.
18. Il Trasporto al sepolcro: Particolare è il rapporto che lega questo “mistere” alla città, probabilmente anche a causa dell'affidamento alla categoria dei lavoratori del sale (salinari), un mestiere che da sempre caratterizza la città di Trapani. Il “mistere” rappresenta il trasporto al sepolcro. Giuseppe di Arimatea, discepolo di Gesù, segreto per paura dei giudei, chiese a Pilato di seppellire il corpo di Gesù in un sepolcro di sua proprietà. Disteso sul lenzuolo, assieme agli aromi, il corpo esanime e ancora sanguinante viene trasportato al sepolcro accompagnato da Maria in lacrime, straziata dal dolore. Il “Trasporto” è tra i gruppi con maggiore devozione popolare e proprio il lenzuolo ove è adagiato Gesù, viene ripetutamente cambiato in quanto considerato “ex voto”. I processionanti indossano l'abito nero e l'abitino. Una peculiarità è data dalla particolare abilità dei suoi portatori nel condurre sulle spalle il gruppo, una caratteristica che il trapanese definisce: “annacata sussultoria”.Il gruppo del "Sepolcro"

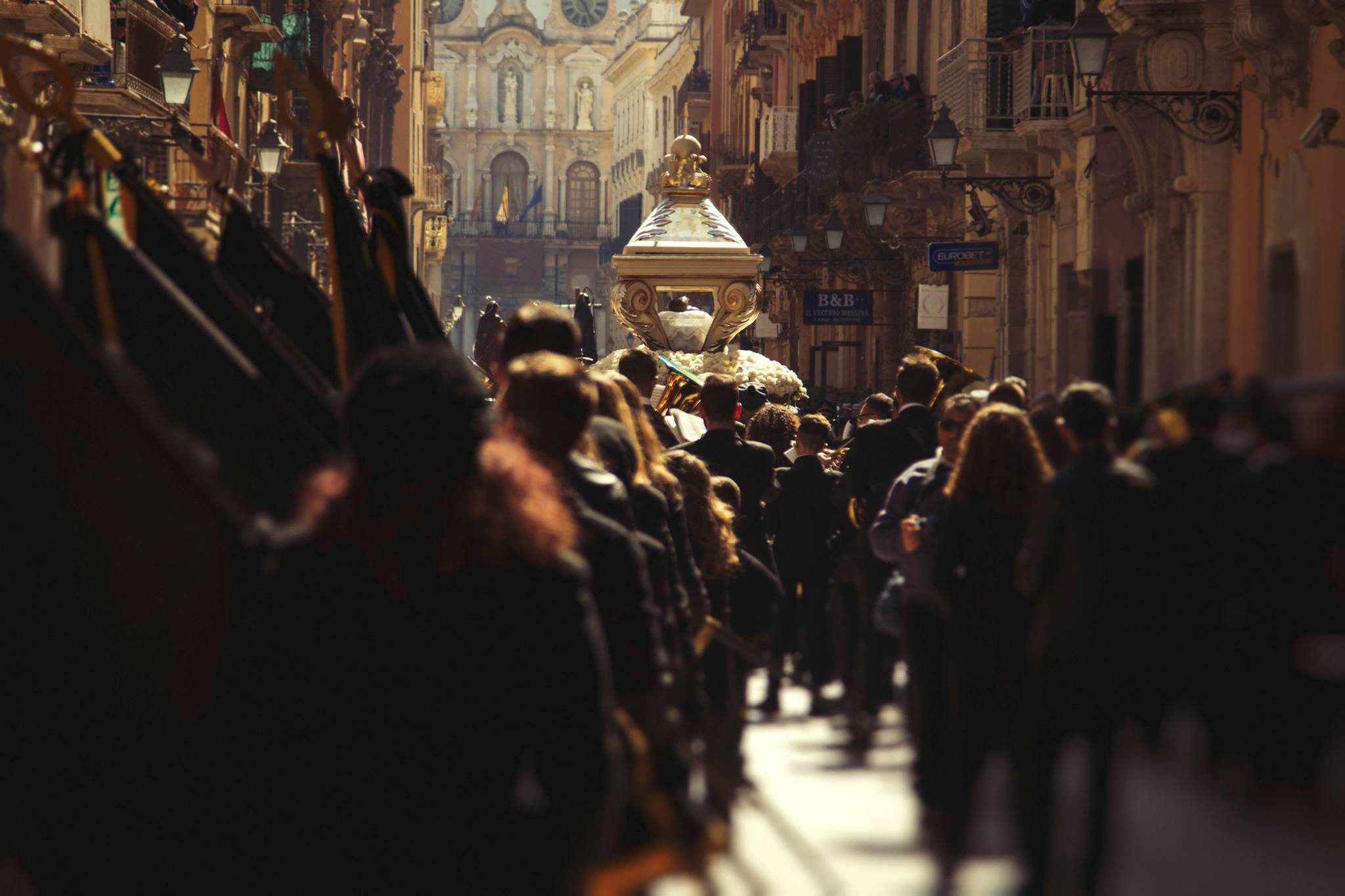
Il gruppo del "Sepolcro"

19. Il Sepolcro: Il penultimo “mistere” ha un carattere prevalentemente devozionale. La storia racconta che dopo il trasporto, Gesù viene posto in un sepolcro scavato nella roccia, in un orto poco lontano dal calvario che viene chiuso con una grande pietra. Nella processione, al fine di consentire ai fedeli la vista del Cristo morto, il sepolcro è simbolicamente rappresentato da un’urna di legno e vetro. Dentro il sepolcro dorato, il corpo di Gesù è posato su bianchi cuscini ornati di fiori. Anticamente era il clero stesso a portare sulle spalle il simulacro. I quattro frati, nel tradizionale sacco rosso e cappuccio bianco, conducevano la Sacra Urna e tutto il clero cittadino seguiva devotamente in processione. Fu intorno alla seconda metà dell'800 che, a causa delle ingenti spese necessarie, la Confraternita cedette alla categoria dei pastai il compito di organizzare la processione.Il gruppo dell'Addolorata

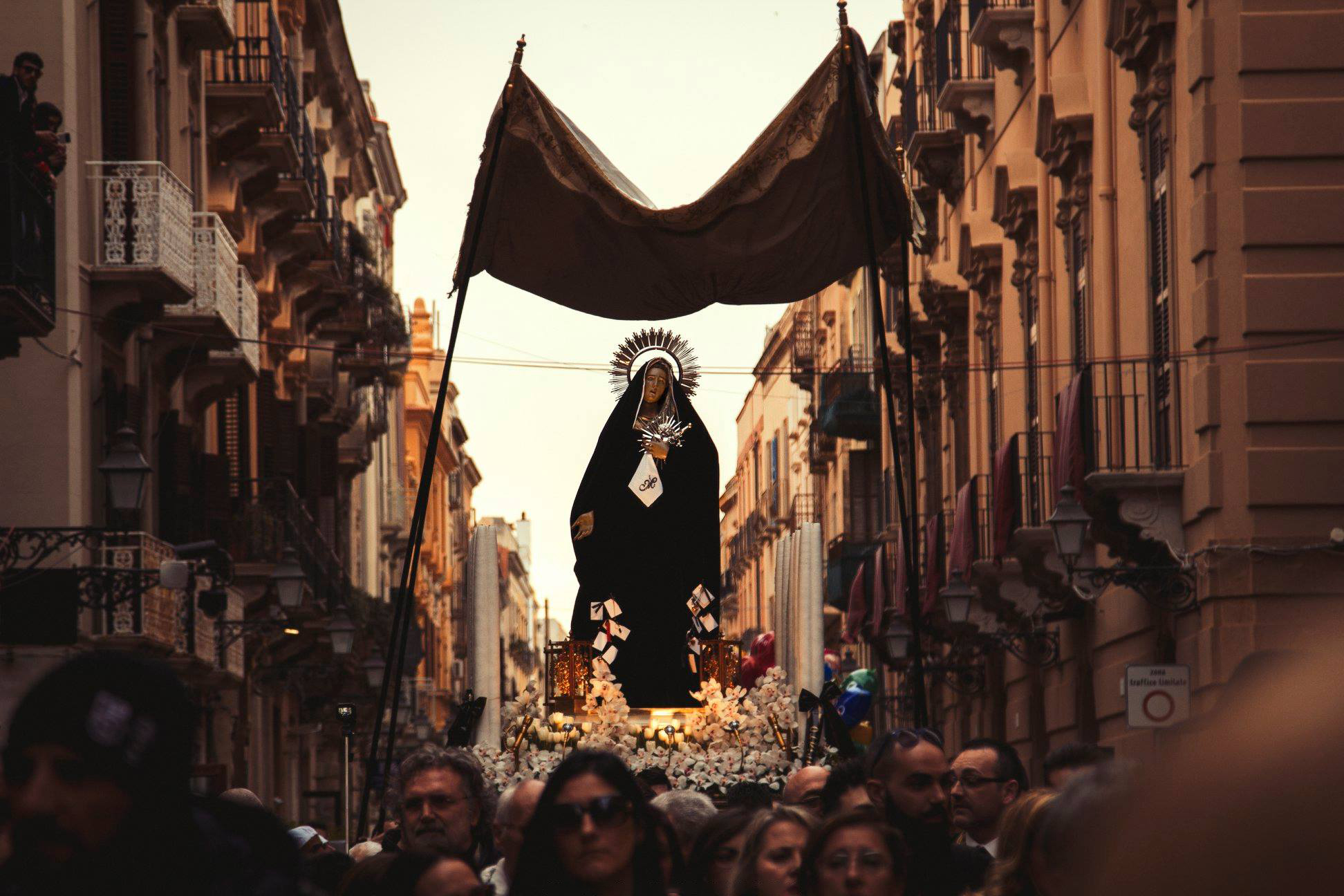
Il gruppo dell'Addolorata

20. L'Addolorata: “A Maronna Addulurata”, il Simulacro che va a chiudere la Processione dei Misteri di Trapani del Venerdì Santo, si mostra avvolta nel suo manto nero dallo sfondo della Chiesa Anime Santissime del Purgatorio, ormai vuota, fino ad uscire dal portone, accompagnata dalle note delle marce funebri, come a seguire il corpo morto del Figlio deposto nell’urna che avanza, lento, davanti a Lei. La realizzazione della statua è attribuita a Giuseppe Milanti e la sua realizzazione è datata intorno ai primi del 1700. Il Milanti, con la sua arte e la sua maestria, è riuscito a rendere l’espressività del volto e la maestosità del drappeggio delle vesti che, tuttavia, non sono mostrate in Processione perché coperte dal manto, ma che si possono ammirare durante tutto l'anno nella Chiesa che custodisce questa e tutte le altre opere che costituiscono la Processione dei Misteri di Trapani.

## Gli altri riti
Le Scinnute

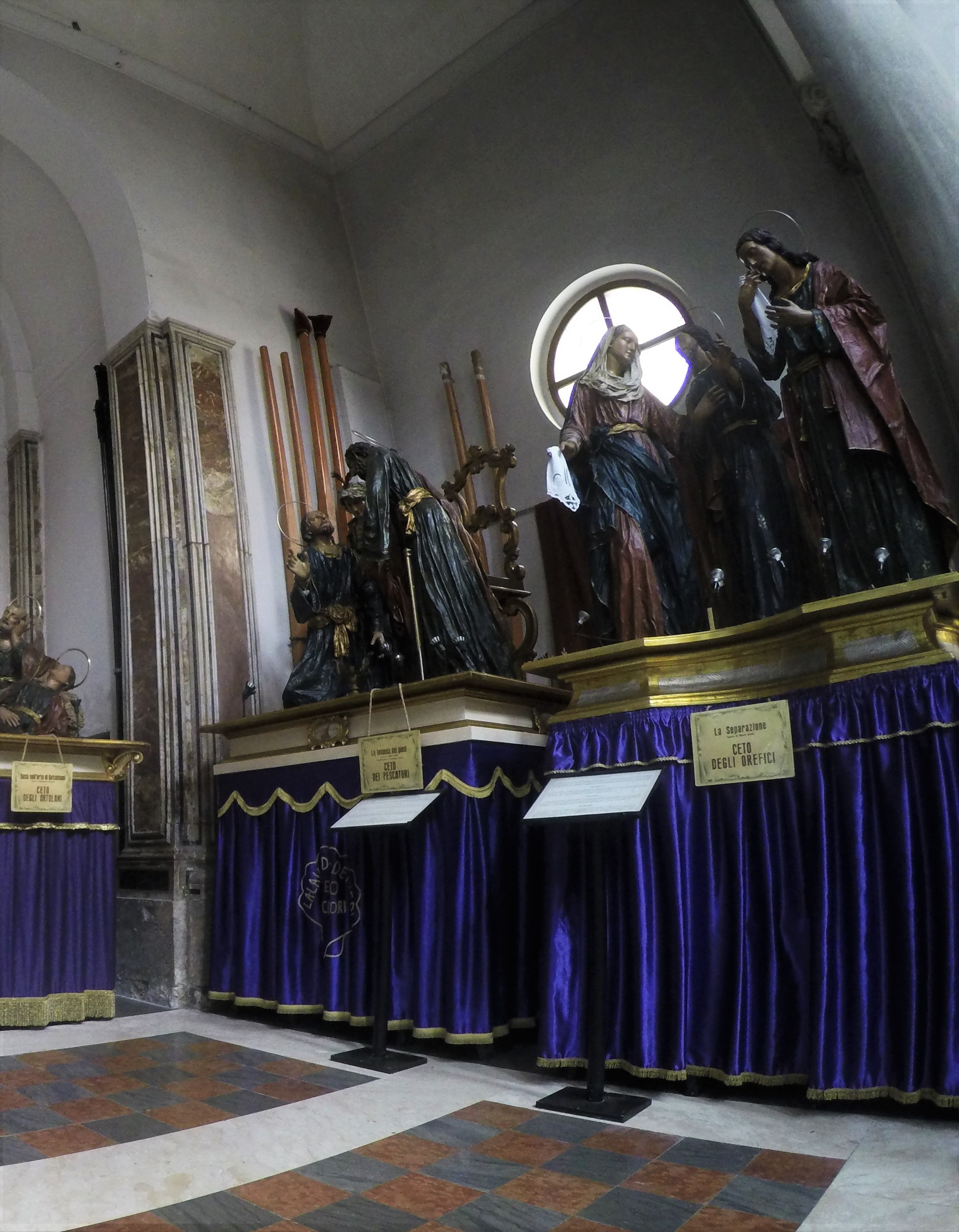
I gruppi, nella Chiesa del Purgatorio, in attesa delle Scinnute

Il periodo della Quaresima è scandito dalle "Scinnute" (discese), un rito risalente al 1600.
Nei sei venerdì quaresimali, anticamente, i relativi gruppi statuari collocati dentro le nicchie - nell'oratorio retrostante/attiguo alla Chiesa di San Michele - venivano spostati fin dentro la chiesa medesima per la pia pratica dei Venerdì di Quaresima e consisteva nell'esposizione del Santissimo per tutta la giornata del Venerdì (assieme con il Sacro Gruppo). 
Nel dopoguerra il rito è stato modificato, e nella chiesa del Purgatorio ogni venerdi quaresimale vengono spostati uno o più Gruppi statuari, addobbati da fiori e argenti, al centro della navata centrale della chiesa dove viene celebrata la Messa presieduta dal vescovo, mentre nella piazza antistante, prima e dopo la celebrazione, una banda musicale intona il caratteristico repertorio strumentale di marce funebri.
La processione della Madonna dei Massari
La Settimana Santa trapanese si apre il Martedì Santo con la Processione della Madonna della Pietà, detta popolarmente “dei Massari”. Si tratta di una “vara” di stile neoclassico con incastonato un dipinto omonimo, risalente al XVI secolo, e al lato opposto incastonato un'immagine del velo della Veronica retto da un angelo. 
Il simulacro esce dalla chiesa del Purgatorio e gira per le strade del centro storico, infine si ferma per tutta la notte in una cappella allestita in piazza Lucadelli. La mattina successiva avviene "l'Incontro" con la "Madre Pietà del Popolo". Dopo l'incontro il simulacro della Madonna dei Massari gira per le strade del centro storico e torna nella chiesa delle Anime del Purgatorio.
La processione della Madre Pietà del Popolo
Il Mercoledì Santo ha luogo la processione della "Madre Pietà del Popolo", a cura del ceto dei fruttivendoli. La vara è composta anche essa da un simulacro costituito da due dipinti incastonati e contrapposti, uno raffigurante il volto della Madonna, l’altro quello del Cristo, impresso sul velo della Veronica. Curata anticamente dalla Compagnia di Sant’Anna, precedentemente l'uscita avveniva dalla chiesa Maria S.S. Addolorata, oggi dalla Chiesa delle Anime del Purgatorio per percorre le vie del centro storico.
Importante momento durante la processione è il precedentemente citato incontro con la Madonna dei Massari. 
La "discesa di Cristo dalla Croce"
"A scesa 'ra Cruci" si tiene nella Chiesa di Santa Maria del Gesù nel primo pomeriggio del Venerdì santo, sebbene modificata nella scena rispetto agli ultimi anni. Una statua del Cristo crocefisso viene tolta dalla Croce e in una chiesa buia viene portato in processione.
Processione del Risorto
La domenica di Pasqua la statua del Cristo risorto, dalla chiesa delle Anime del Purgatorio, raggiunge in processione la cattedrale dove viene celebrato il solenne pontificale della mattina di Pasqua.

## Filmografia
- I Misteri di Trapani, documentario, regia di Carlo Ricci e Sergio Romano, Astra Cinematografica, 1954